# Florine Stettheimer
Florine Stettheimer (Rochester, 19 de agosto de 1871 – 11 de Maio de 1944) foi uma pintora, desenhista e poetisa americana. 
Ao lado de suas irmãs Carrie e Ettie, Stettheimer organizava um salão para artistas modernistas em Manhattan, tendo sido frequentado por Marcel Duchamp, Henry McBride, Carl Van Vechten e Georgia O'Keeffe. A maior parte de suas obras era exposta nessas reuniões, sendo algumas ocasionalmente apresentadas à Society of Independent Artists. Nas reuniões, Florine também declamava poemas próprios. Em 1949, após sua morte, sua irmã Ettie Stettheimer publicou privadamente o livro de Crystal Flowers, escrito por Florine. Em 2010, o livro foi reeditado, recebendo elogios.